# Poeciloneta pallida
Poeciloneta pallida är en spindelart som beskrevs av Kulczynski 1908. Poeciloneta pallida ingår i släktet Poeciloneta och familjen täckvävarspindlar. Inga underarter finns listade i Catalogue of Life.